# Septic Mind
Septic Mind ist eine 2006 gegründete Funeral-Doom-Band.

## Geschichte
Gitarrist Alexander Grigoryev gründete mit dem Bassisten, Schlagzeuger und Sänger Michael Nagiev. Nach ersten Demoaufnahmen schloss das Duo einen Vertrag mit Solitude Productions und debütierte Live beim fünften Moscow Doom Festival 2010 als Vorgruppe zu Jack Frost, Pantheist und Esoteric.
Im gleichen Jahr erschien mit Начало (auch The Beginning) das offizielle Debütalbum, dass international auf wohlwollende Resonanz stieß. Mit Истинный зов (auch The True Call) folgte 2011 bereits das zweite Studioalbum, dessen Weiterentwicklung als Verbesserung, im Sinn einer stilistischen Emanzipation von dem Vorbild Esoteric, beurteilt wurde. Nach der Veröffentlichung löste sich das Duo 2012 auf, kehrte jedoch bereits 2013 offiziell zurück und knüpfte alsbald an vorherige Veröffentlichungen an. Das Album Раб (auch Slave) wurde 2014 veröffentlicht und erneut als Weiterentwicklung benannt.

## Werk und Wirkung
Nachdem Septic Mind Demoaufnahmen im Selbstverlag veröffentlicht hatte ersten schloss das Duo einen Vertrag mit Solitude Productions wo alle weiteren Veröffentlichungen erschienen. Die Alben wurden mit kyrillischer Schrift und russischen Titeln veröffentlicht, aber überwiegend mit Titeln in englischer Übersetzung besprochen.

### Stil
Der von Septic Mind gespielte Stil wird dem Funeral Doom zugerechnet. Ihre Musik wird über die Diskografie hinweg als „ziemlich psychedelisch“ beschrieben. Das Debüt gilt als Adaption des Stils von Esoteric. Nachkommenden Veröffentlichungen wird ein zunehmend eigenständiger und experimenteller werdender Klang attestiert. Gegenüber Esoteric sei Septic Mind allerdings von Beginn an „minimalistischer und hypnotischer“ vorgegangen. Das Duo agiert mit einer Vielzahl an Gitarreneffekten sowie mit in Schichten arrangierten Synthesizerspuren und gutturalem Gesang.

„Dominante Läufe eines verzerrten Tieftöners und ein minimalistisch bedientes Schlagzeug bilden das stabile Fundament der drei überlangen Kompositionen, die zusammen eine Spielzeit von über 60 Minuten ergeben. Zähe Gitarrenriffs legen sich drückend über diesen dichten und schweren Klangteppich, der nur über geringe Variationsmuster verfügt. Unterbrochen werden die eingängigen und monotonen Rhythmuspassagen immer wieder von mit Effekten unterlegten Gitarrenspuren und Synthesizern.“

Dem Album Slave wird eine nachhaltige Veränderung des Klangs attestiert. Die Band distanzierte sich zunehmend von der nihilistischen Atmosphäre der Vorgänger und griff stärker auf den „Einsatz melodischer Akzente innerhalb der wuchtigen Rhythmen“ zurück. In allen Stücken bediene sich das Songwriting „verspielter Leads von zuweilen effektunterlegten Sechssaitern, die nahtlos mit einem rohen Riffing verschmelzen und schöne Kontraste hervorrufen.“ Ebenso präsentiere die Band sich punktuell „groovend oder sogar zügig vorwärtstreibend.“

### Rezeption
Die Rezeption der Veröffentlichungen von Septic Mind blieb anhaltend positiv. Alle Alben erfuhren eine breite internationale Aufmerksamkeit und wurden überwiegend lobend rezensiert.

#### The Beginning
Das in den meisten Besprechungen The Beginning genannte Debüt wurde überwiegend positiv rezensiert. Das Album wurde als „eine mehr als solide Veröffentlichung“ deren Musik „ein ziemlich aufregender Funeral Doom“ für Fans des Genres sei. Lediglich in der für Metal.de verfassten Besprechung wurde das Album trotz hoher Qualität als potentiell langweilig kritisiert. Die Bestandteile seien „nicht von schlechter Qualität, doch beim Zusammenmengen und Zubereiten“ mangele es dem Duo an Übung, wodurch die Musik ihren Hörer nicht anhaltend binde, stattdessen stelle „sich früher oder später unweigerlich Langeweile ein.“ Anders urteilte Jon Carr für Doom-Metal.com, dass The Beginning eine „großartige Veröffentlichung“ sei eine der besten Veröffentlichungen des Jahres. Ebenso lobte Chaim Drishner das Album als „eines der besten modernen Funeral-Doom-Alben“, derer man habhaft werden könne.

#### The True Call
Das überwiegend als The True Call rezensierte zweite Studioalbum gilt als Steigerung der Qualität. Dominik Sonders nannte das Album für Doom-Metal.com „eine interessante Platte, die deutlich zeigt, wie weit Doom Metal als Genre gekommen ist und welche enorme Vielfalt die Szene zu bieten“ wisse. In der für Metal.de verfassten Rezension heißt es, das Album sei „eine trostlose Einöde, in welcher sich der geneigte Hörer erstmal zurecht finden“ müsse. Dabei ergehe sich Septic Mind in zu viel „Monotonie der Negativität.“ Dennoch sei The True Call eine lohnende Empfehlung für Anhänger des Genres. Überwiegend wurde The True Call jedoch hoch gelobt. Chaim Drishner erklärte es ähnlich dem Vorgänger zu „einem der besten Genre-Alben des Jahres“. Auch weitere Rezensenten heben das Album im Vergleich als eines der besten des Veröffentlichungsjahres hervor. Mitunter wird es als „ein dunkles und schweres Meisterwerk“, und eine der besten Veröffentlichungen des Labels Solitude Productions angepriesen.

#### Slave
Раб oder Slave, aus dem Jahr 2014, wurde erneut als Weiterentwicklung besprochen. Es sei „eine gelungene Angelegenheit, nicht zuletzt auch auf Grund des experimentellen Ansatzes der Platte, der ein paar frische Ideen mit sich bringt.“ Dominik Sonders nannte es eine „hochinteressante und gut durchdachte Veröffentlichung“. Für No Clean Singing wurde das Album als „Ultra Cool“ aufgrund seines experimentellen und überraschenden Stils gelobt. Chaim Drishner betitelt es als „faszinierendes Hörerlebnis“, dass „neue und aufregende Erfahrungen für die Sinne“ böte, obwohl es durchgehend mit bekannten Mitteln agiere.